# Fanteria pesante
Fanteria pesante è la denominazione invalsa per designare soldati incaricati di battersi in formazioni chiuse, costituenti il vero e proprio nerbo dell'esercito durante le battaglie campali. 

## Storia

### Grecia antica

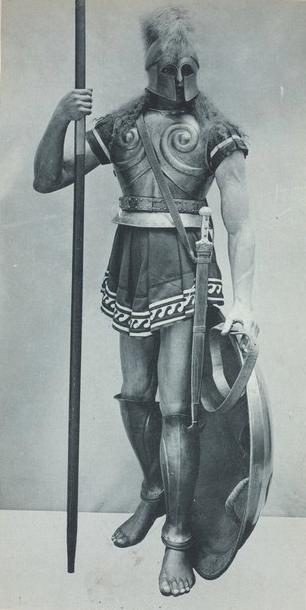
Oplita spartano.

Il più famoso esempio di fanteria pesante dell'Antichità fu certamente l'oplita greco: il libero cittadino della polis che scendeva in battaglia con corazza, elmo e schinieri di bronzo, armato di una corta spada (xiphos), di una lancia e del pesante scudo di bronzo chiamato oplon. Gli opliti combattevano in una formazione nota come falange, l'uno accanto all'altro, la lancia tenuta nella destra e lo scudo nella sinistra.
Nata tra l'VIII ed il VII secolo a.C., periodo in cui si diffonde l'uso dell'aspis, la falange oplitica diviene la forza preponderante negli eserciti di Atene, Sparta e delle altre città greche (VI secolo a.C.), diffondendosi poi in Occidente, sia nelle comunità della Magna Grecia, come Siracusa, sia nel bacino italico dominato dagli Etruschi.
Lo scontro fra falangi oplitiche era in pratica essenzialmente uno scontro d'attrito e pressione. Le due schiere opposte di opliti si avvicinavano al passo, giunte a pochi metri di distanza si caricavano a vicenda. Vi era uno scontro tra prime linee in cui ognuna delle due formazioni spingeva contro gli scudi dell'altra e intanto cercava di fare affondi di lancia. I soldati facevano affidamento sulla propria forza di spinta, facendo perno sui loro larghi scudi (i quali contemporaneamente proteggevano il corpo da spade o lance) e soprattutto sulla compattezza della formazione, più che su di uno scontro corpo a corpo "libero" come nella tradizione più arcaica. Solitamente durante l'impatto fra falangi non c'erano molte vittime, che sopraggiungevano in quantità invece quando uno dei due eserciti entrava in rotta, a quel punto le reali uccisioni sopraggiungevano. La prima delle due formazioni che si rompeva, infatti, causava lo scompaginamento dell'intero schieramento e la fine della battaglia. Battaglie contro soldati non inquadrati nella falange oplitica vedevano invece il nemico costretto a far i conti contro le lance puntate, rischiando di finire impalato, o contro la solidità del muro di scudi, che poteva così avanzare e schiacciarlo.
Il più famoso esempio sul campo di una falange oplitica è dato dalla Battaglia delle Termopili (480 a.C.), in cui secondo la tradizione 300 spartani guidati da Leonida assieme a diversi contingenti alleati (circa 5100, secondo lo storico Erodoto) riuscirono a tenere testa ad un esercito di migliaia di Persiani prima di soccombere. Per via del ristretto spazio in cui erano posizionati, nelle Termopili gli opliti riuscirono a reggere con efficacia l'urto frontale dei soldati nemici e a spingerli via, uccidendone molti soprattutto per calpestamento o per "compressione" (di coloro i quali, presi dal panico per non esser riusciti a sfondare il muro di scudi, cercavano di fuggire dalla falange, ma si ritrovavano i compagni che invece stavano caricando).
Dopo la riforma del legislatore Licurgo, secondo la leggenda dovuta alla distruzione provocata dalla guerra con Argo, già dotata di un proprio esercito oplitico nel VII secolo a.C., fu la polis di Sparta a creare la falange oplitica più potente della Grecia Antica. Trasformata in una gigantesca caserma, la società spartana plasmava un esercito perfettamente addestrato ed affiatato di homoioi ("eguali"), disciplinati e dediti unicamente alla guerra.

In alto: Ordine di battaglia oplitico e avanzata.
In basso: La tattica di Epaminonda a Leuttra. L'ala sinistra rinforzata avanza mentre la destra più debole si ritira o segna il passo. I blocchi in rosso indicano il posizionamento delle truppe délite nello schieramento.

La Guerra del Peloponneso (431 a.C.-404 a.C.), conclusasi con la netta vittoria di Sparta a discapito di Atene, confermò la falange oplitica come forza preponderante nel determinare l'esito delle battaglie, nonostante l'uso massiccio di cavalleria della Tessaglia cui fece ricorso la Lega di Delo. Già nella Guerra di Corinto (392 a.C.) però, lo stratega ateniese Ificrate riuscì a mettere in evidenza la debolezza intrinseca di un esercito basato unicamente sulla poco manovrabile fanteria pesante ricorrendo a truppe leggere di schermagliatori, i peltasti, con i quali aveva bersagliato e decimato gli spartani prima dell'urto risolutivo.
La prima evoluzione significativa allo standard costituito dalla falange oplitica spartana non fu tanto legato all'evoluzione dell'armamento quanto della tattica. Nella Battaglia di Delio (424 a.C.), i Tebani avevano affrontato gli Ateniesi con uno schieramento profondo 25 ranghi invece che 8-12 come avrebbe voluto la tradizione ellenica. Nella Battaglia di Leuttra (371 a.C.), lo stratega tebano Epaminonda utilizzò il medesimo schieramento, poi noto come falange obliqua (in greco loxè fàlanx), contro gli Spartani. Assottigliato il centro e la destra del proprio schieramento, Epaminonda sferrò un attacco massiccio alla destra spartana, con una profondità di 50 ranghi. Gli Spartani, pur avendo messo sotto pressione la destra e il centro tebano che intanto indietreggiava, vennero spiazzati e sconfitti; il re di Sparta, Cleombroto I, e la sua agema, posizionati sulla destra, subirono l'urto dell'ala sinistra tebana venendone decimati. Il colpo alla leadership e il massacro delle truppe d'élite divenne la chiave di volta della sconfitta decisiva di quelle truppe che possedevano la fama di invincibilità in una battaglia campale.
Epaminonda utilizzò per la seconda volta questa tattica contro le forze spartano-ateniesi nella Battaglia di Mantinea (362 a.C.) ma la sua morte sul campo per mano di uno spartano privò Tebe della vittoria risolutiva.

### Età ellenistica

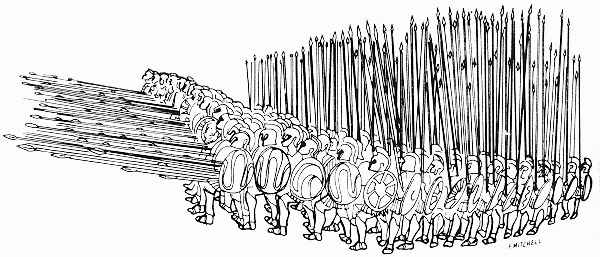
La falange macedone.

Filippo II di Macedonia, ostaggio a Tebe durante la rivolta della città contro Sparta, sviluppò il modello della battaglione tebano, creando la falange macedone. La falange di Filippo era costituita da pezeteri, fanti corazzati armati con la lunghissima picca macedone, la sarissa. Organizzata in chiliarchie di qualche centinaio di uomini, la tàxis (τὰξυς) macedone affrontava il nemico in uno schieramento rettangolare, con la fronte al nemico. Le sarisse delle prime file puntate orizzontalmente, davanti alla falange, e quelle dei fanti più arretrati tenute in alto per venire abbassate solo nel momento dell'impatto con il nemico, la tàxis pronta al combattimento assumeva l'aspetto di un gigantesco istrice: durante l'assalto le prime sarisse colpivano il nemico e costringevano chi riusciva ad evitarle a restare in mezzo alle loro aste, fornendo alle sarisse delle file retrostanti dei bersagli fissi su cui concentrarsi. Il principale difetto di questo schieramento era la vulnerabilità ai fianchi, che costringeva le falangi a combattere allineate fianco a fianco e a tenere ai lati, a propria protezione, reparti scelti di opliti, gli hypaspistai (ὑπασπισταὶ τῶν ἑταίρων, hupaspistaì tỗn hetaírôn o portatori di scudi dei compagni).
Integrata da reparti di peltasti, arcieri e frombolieri, la falange macedone stroncò, nella Battaglia di Cheronea (338 a.C.), la falange tebana, dimostrando la sua supremazia sui convenzionali schieramenti del mondo classico.
Dopo aver raggiunto il proprio apice nelle conquiste di Alessandro Magno (v. Battaglia del Granico, 334 a.C.), la falange come formazione militare iniziò un lento declino. Le tattiche combinate utilizzate da Alessandro e suo padre vennero dai diadochi gradualmente rimpiazzate da un ritorno a semplici cariche frontali tipiche della falange oplitica. Il definitivo colpo di grazia al modello oplitico, sostanzialmente ancora in uso nel Mediterraneo al tempo delle guerre puniche, venne portato dai successi della legione romana.

### Antica Roma

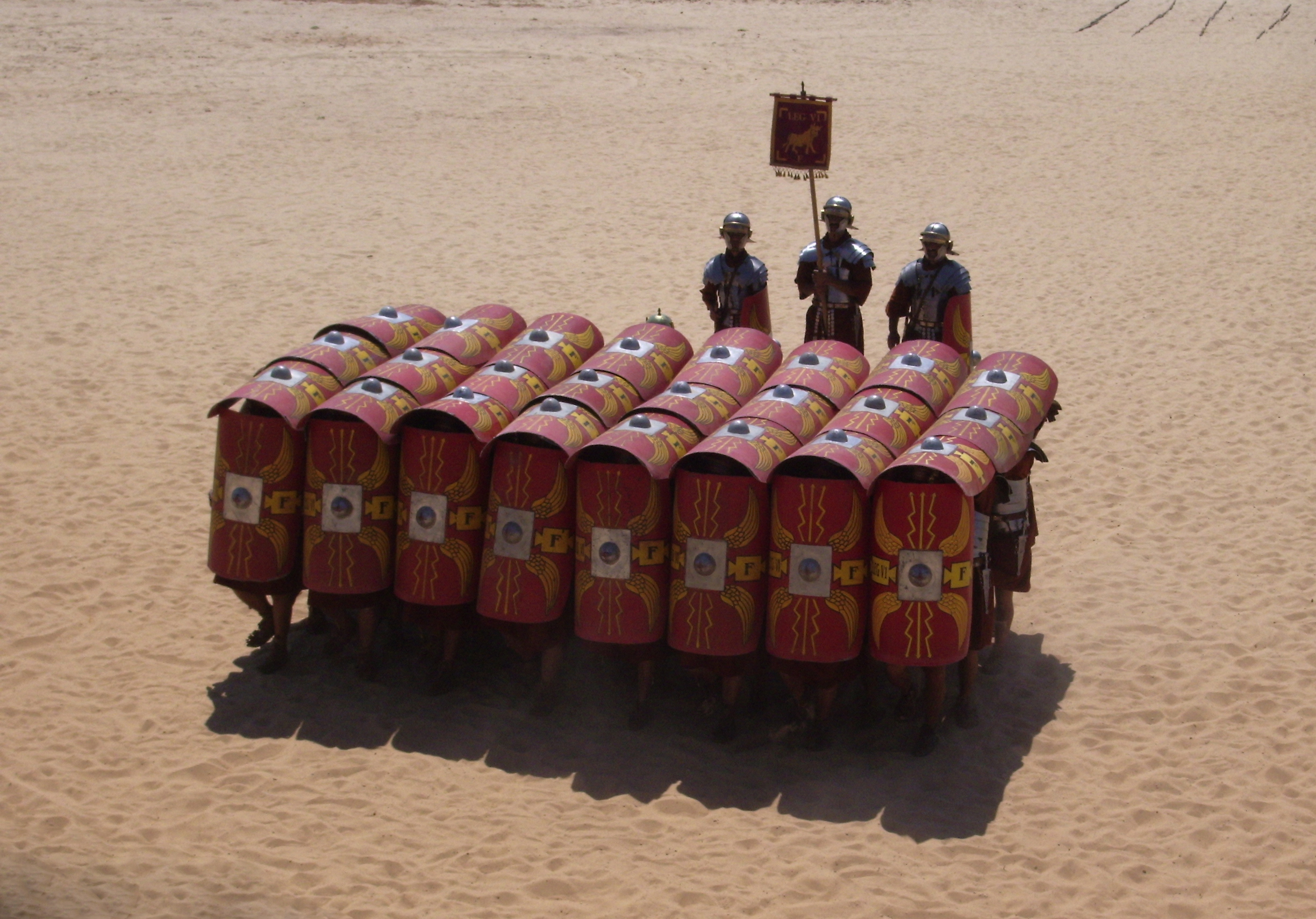
Ricostruzione della formazione a testuggine.

Nella Repubblica romana, le forze di fanteria pesante, erano composte da cittadini romani inquadrati nella Legione Romana. Nel loro insieme, i fanti della Legione ("legionari"), erano divisi in Hastati, Principes e Triarii. Come gli Opliti tardo-classici e macedoni, anche i legionari erano affiancati da truppe di fanteria leggera, Velites e Leves, e da truppe di rinforzo fornite dalle potenze alleate , i socii.
La svolta fondamentale nelle tattiche di combattimento legionarie fu la suddivisione della Legione in sottounità tattiche, le centurie, che possono essere assimilate alle attuali compagnie (pur avendo una dimensione minore). Per dare una maggior capacità di urto, le centurie venivano abbinate a formare i manipoli. Il centurione più anziano tra i due era anche comandante del manipolo, ed il manipolo diventava quindi l'unità di minima forza che veniva messa in movimento. Ciascun manipolo era chiamato ordo. Tutta la legione in epoca repubblicana era suddivisa in manipoli e non in coorti come invece avvenne in epoca imperiale. La disposizione in battaglia era a scacchiera.

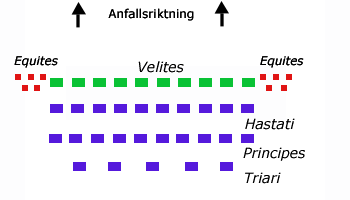
La formazione manipolare della legione romana, introdotta da Scipione l'Africano.

In battaglia i punti di forza della legione romana erano costituiti dalla disciplina ferrea e dalla solidità dei soldati. Essi erano inquadrati in uno schieramento poggiante su tre linee: la prima linea, formata dagli hastati, che doveva sopportare il primo impatto del nemico; la seconda linea, dei princeps; e la terza linea più esperta e militarmente potente, dei triarii, che entrava in azione solo nel momento cruciale della battaglia o per respingere la cavalleria nemica. La cavalleria romana era invece schierata sulle ali per accerchiare lo schieramento nemico o tentare l'inseguimento del nemico in rotta. I leves o i velites compivano azioni di disturbo all'inizio della battaglia per saggiare le capacità del nemico e per costringerlo alla mischia.

La battaglia di Pidna; in blu le forze macedoni, in rosso quelle romane

La supremazia della legione romana, robusta ma flessibile, sulla falange macedone venne dimostrata durante la battaglia di Pidna (22 giugno 168 a.C.), quando le forze congiunte di Scipione Nasica e Lucio Emilio Paolo sconfissero l'esercito degli Antigonidi di Macedonia. I generali romani fecero sopportare il primo urto dei falangiti alle coorti di alleati, (Paeligni in particolare), contenendo le perdite al minimo pur essendo arretrati durante lo scontro fino ad un quarto di miglio dal campo romano; alla fine dello scontro i morti da parte romana furono un centinaio, contro 20.000 macedoni; questo a testimonianza dell'efficienza della legione anche nell'arretrare sotto la spinta di una forte massa avversaria senza sbandarsi sfruttando la manovra dei singoli reparti, rispetto alla monoliticità dello schieramento della falange (al centro della cartina), che andò invece in crisi dopo essere penetrata nel fronte romano; il motivo fu un'avanzata troppo rapida che non permise di mantenere i contatti con le unità di fanteria leggera al suo fianco, prestando così i fianchi scoperti all'attacco dei più mobili legionari.
In seguito alla riforma di Gaio Mario (104 a.C. circa) ed alla guerra sociale (91-88 a.C.), nuovi reparti di fanteria alleata (auxilia), per lo più leggera, furono inquadrati a fianco delle legioni, ormai composte da soli elementi di fanteria pesante. La riorganizzazione successiva voluta da Augusto, vide affiancare in modo permanente alle forze di fanteria "pesante" (le legioni), truppe ausiliarie di fanteria "leggera" e professionale (con 25 anni di ferma obbligatoria), a completamento tattico delle prime. Si trattava delle cosiddette cohortes peditatae, equitatae, oltre ad unità minori come i cosiddetti numeri, disposte lungo l'intero limes.

### Medioevo
Già nell'XI secolo si registra in Inghilterra l'uso dello schiltron, un insieme di picchieri che si chiudono a riccio, ranghi serrati e scudo contro scudo, con le lance protese all'esterno, in tutte le direzioni. Formazione particolarmente indicata per fronteggiare gli assalti della cavalleria pesante, in uso presso le popolazioni celtiche sopravvissute alla colonizzazione sassone prima e normanna poi.
In seguito lo schiltron divenne vulnerabile al tiro delle balestre, come poi dimostrato dalla sconfitta dei gallesi nella Battaglia di Maes Moydog (1295) o degli scozzesi di William Wallace nella Battaglia di Falkirk (1298).

### Età moderna

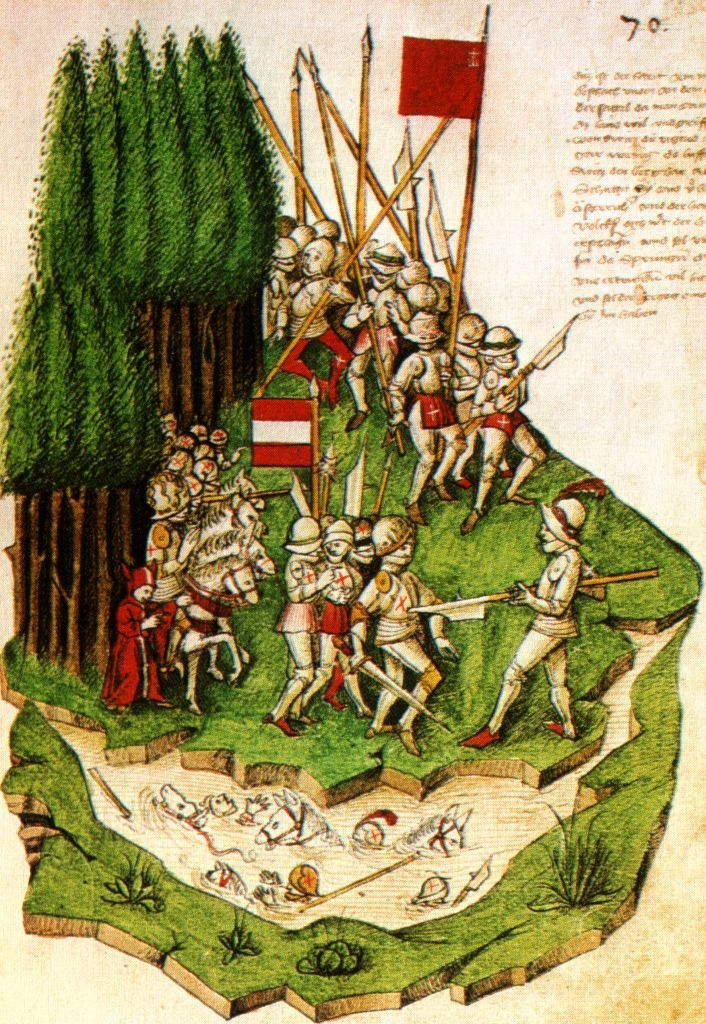
Picchieri svizzeri nella battaglia di Morgarten

Tra il XV e il XVI secolo le fanterie olandesi, spagnole, svizzere e tedesche assunsero formazioni simili a quelle delle antiche falangi greche, con nutrite schiere di picchieri, col ruolo principale di contrastare la cavalleria.
Con l'ascesa delle armi da fuoco , le formazioni in ordine denso divennero sempre più pericolose e le armature pesanti inefficaci o troppo ingombranti per essere utili tatticamente.

## Impiego
L'azione della fanteria pesante spesso si poneva in termini di stretta coordinazione con la fanteria leggera, poiché la prima era chiamata a difendere la fanteria leggera dagli attacchi della fanteria pesante nemica, od anche della cavalleria, laddove la seconda proteggeva la prima dal fuoco di disturbo. Originariamente, com'è facile intuire, la fanteria pesante era munita di corazze più spesse di quelle (eventualmente) portate dai fanti leggeri. Queste nozioni sono state in gran parte superate dall'avvento della guerra con la polvere da sparo, che ha gradualmente espulso dai campi di battaglia le armature quali armi difensive.

### Fonti antiche
- Aristofane, Lisistrata
- Arriano, Anabasi di Alessandro
- Diodoro Siculo
- Plutarco
- Tucidide, La guerra del Peloponneso
- Senofonte, Elleniche
- Tito Livio, Ab Urbe condita libri

### Studi
- Victor David Hanson, L'arte Occidentale della Guerra Descrizione di una battaglia nella Grecia classica, Milano, 2009, ISBN 978-88-11-67846-5.
- Ross Cowan, Roman Battle Tactics 109BC - AD313, Osprey Publishing, 2007.
- Carlo Arrigo Pedretti, Gli ipaspisti di Alessandro, in Panoplia, a. 1994, nn. 17-18.
- J.E. Morris, The Welsh Wars of Edward I, 1994.
- M. Markle, The Macedonian Sarrissa, Spear and Related Armor, in American Journal of Archeology, a. 1977, n. 81 (3), pp. 323–339.
- N. Bagnall, The Peloponnesian War: Athens, Sparta, And The Struggle For Greece, New York, 2006, ISBN 0-312-34215-2.
- G.L. Cawkwell , Thucydides and the Peloponnesian War, Londra, 1997, ISBN 0-415-16430-3.
- V.D. Hanson, A War Like No Other: How the Athenians and Spartans Fought the Peloponnesian War, New York, 2005, ISBN 1-4000-6095-8.
- H. Heftner, Der oligarchische Umsturz des Jahres 411 v. Chr. und die Herrschaft der Vierhundert in Athen: Quellenkritische und historische Untersuchungen, Francoforte, 2001, ISBN 3-631-37970-6.
- G. Hutchinson, Attrition: Aspects of Command in the Peloponnesian War, Stroud (Gloucestershire), 2006, ISBN 1-86227-323-5.
- D. Kagan, The Outbreak of the Peloponnesian War, Ithaca (NY), 1969, ISBN 0-8014-0501-7.
- D. Kagan, The Archidamian War, Ithaca (NY), 1974, ISBN 0-8014-0889-X.
- D. Kagan, The Peace of Nicias and the Sicilian Expedition, Ithaca (NY), 1981, ISBN 0-8014-1367-2.
- D. Kagan, The Fall of the Athenian Empire, Ithaca (NY), 1987, ISBN 0-8014-1935-2.
- D. Kagan, The Peloponnesian War, New York, 2003, ISBN 0-670-03211-5.
- L. Kallet, Money and the Corrosion of Power in Thucydides: The Sicilian Expedition and its Aftermath, Berkeley, 2001, ISBN 0-520-22984-3.
- P. Krentz, The Thirty at Athens, Ithaca (NY), 1982, ISBN 0-8014-1450-4.
- The Landmark Thucydides: A Comprehensive Guide to the Peloponnesian War, ed. R.B. Strassler, New York, 1996, ISBN 0-684-82815-4.